# Чалпан (гора, Хакасия, Таштыпский район)
Чалпан — гора в Таштыпском районе Хакасии. Высота над уровнем моря — 2063 м.

## Топонимика
В переводе с хакасского означает «оселковая гора».

## География
Одна из гор хребта Шаман. Расположена в верховьях рек Кизас (приток Абакана) и Берёзовая (приток Большого Анзаса).